# التانك سيلي
التانك سيلي هو نادي كرة قدم أوروغواني أٌسس عام 1955. يلعب النادي في الدوري الأوروغواياني الممتاز.